# Giovanni di Paolo Rucellai
Giovanni di Paolo Rucellai (né le 26 décembre 1403 et mort en 1481) est un humaniste, mécène membre de la riche famille Rucellai de marchands de laine de Florence.  Pendant la Renaissance il a occupé des postes politiques sous Cosme et Laurent de Médicis, mais est surtout connu pour la construction du Palais Rucellai, pour son patronage du tempietto del Santo Sepolcro et de la façade en marbre de l'église de Santa Maria Novella et comme auteur de  Zibaldone. Il est le père de Bernardo Rucellai (1448-1514) et le grand-père de Giovanni di Bernardo Rucellai (1475-1525). 

## Biographie
Giovanni di Paolo Rucellai est né le 26 décembre 1403 de Paolo Rucellai et Caterina di Filippo Pandolfini. Jeune homme, Giovanni di Paolo entre dans la maison bancaire de Palla Strozzi et à l'âge de 25 ans épouse sa fille, Iacopa di Palla Strozzi. Le couple a deux fils et cinq filles. Rucellai  reste fidèle à Strozzi après le bannissement de ce dernier  en novembre 1434 à Padoue pendant environ 27 ans par Cosme de Médicis. Cependant, il se lie d'amitié avec Cosme et, en 1461, son deuxième fils, Bernardo di Giovanni Rucellai, alors âgé d'environ 13 ans, est marié à  Nannina de' Medici, fille de Pierre Ier de Médicis et sœur aînée de Laurent. Nannina est amenée chez son mari cinq ans plus tard, le 8 juin 1466. 
Giovanni di Paolo, chef de la famille Rucellai est prieur en 1463 et gonfalonnier de justice en 1475,,,.

## Patronage
Au XVe siècle Giovanni di Paolo est un mécène des arts, égalé seulement par Cosme de Médicis. Il commande la construction du Palais Rucellai, conçu par Leon Battista Alberti, et de la Loggia Rucellai. Il fait construire une villa à Quaracchi sur la route allant de Florence à Pistoia et finance la façade en marbre d'Alberti pour Santa Maria Novella.  Pour le Palazzo Rucellai, il commande des œuvres à Andrea del Castagno, Desiderio da Settignano, Filippo Lippi, Piero Pollaiuolo, Paolo Uccello, Verrocchio, Domenico Veneziano et Vittorio Ghiberti ,,,.

## LeZibaldone
Giovanni di Paolo Rucellai rédige le Zibaldone avec des traductions de passages classiques d'auteurs grecs et latins comme Aristote, Boèce et Sénèque le Jeune,,,.